# Bavua Ntinu André
Bavua Ntinu André (Congo Central, 22 de Março de 1939 – Congo Central, 05 de Outubro de 2013) foi um praticante de artes marciais e iniciador dos esportes japoneses (caratê e judô) na congolês conhecido como o grande mestre Bavua Ntinu Decantor, fundador da Escola Nacional de Artes Marciais (ENAM) e líder supremo do Poder Espiritual do Verbo (PSV) do qual é também o fundador e primeiro líder espiritual da organização.